# Bizaar
Bizaar — седьмой студийный альбом хип-хоп-группы Insane Clown Posse, выпущенный 31 октября 2000 года. Это первая часть двойного альбома, диск был выпущен в один день с Bizzar.

## Об альбоме
20 августа 1999 года в эпизоде The Howard Stern Show ICP столкнулись с другим гостем, Шэрон Осборн, и она поспорила с Violent J на 50 000 долларов, что количество проданных копий следующего альбома ICP не достигнет и 200 000 экземпляров. Violent J предсказал, что тираж достигнет 500 000.
Всего было продано 400 000 экземпляров альбомов Bizaar и Bizzar, что было на 100 000 меньше, чем предсказал Джей, но намного больше, чем предсказала Осборн. Она проиграла спор, но долг не отдала. Это единственные альбомы, которые не вошли в первую шестёрку джокер-карт из карнавал-саги.
Bizzar и Bizaar получили три из пяти звёзд по оценке The Rolling Stone Album Guide — это был очень высокий рейтинг для альбомов Insane Clown Posse, так как ни один из их альбомов не получал раньше такой оценки.
На канале VH1 «Tilt-A-Whiri» занял 1-е место в рейтинге «40 худших хеви-метал-композиций», несмотря на то что Insane Clown Posse не метал-группа.

## Список композиций
1. «Intro»
2. «Take Me Away»
3. «Fearless»
4. «Rainbows and Stuff»
5. «Whut» (Feat Twiztid)
6. «Still Stabbin»
7. «Tilt-A-Whiri»
8. «We Gives No Fuck»
9. «Please Don’t Hate Me»
10. «Behind The Paint»
11. «My Homie Baby Mama»
12. «The Pendulum’s Promise»

## Позиция в чартах
| Чарт (2000)   | Место |
| ------------- | ----- |
| Billboard 200 | 20    |